# Massacres de Chouchi
Les massacres de Chouchi ou massacres de Choucha sont des pogroms anti-arméniens qui ont eu lieu du 22 au 26 mars 1920 à Chouchi, dans le Haut-Karabagh, pendant la guerre arméno-azerbaïdjanaise (1918-1922). Environ 20 000 civils arméniens furent tués et les quartiers arméniens de la ville furent entièrement détruits.

## Contexte
À la suite de la révolution russe de 1917, la guerre fait rage, un certain désordre règne et permet l’affirmation des nationalismes. En mai 1918, les trois républiques du Caucase proclament tour à tour leur indépendance, à la suite de quoi des conflits territoriaux éclatent. L’autorité sur le territoire du Haut-Karabagh est disputée entre la Première République arménienne et la république démocratique d'Azerbaïdjan. Chouchi qui est la capitale de ce territoire et la ville la plus peuplée se retrouve au cœur du conflit. La population de la ville à l'époque est d'environ 43 000 habitants, composée pour moitié d’Arméniens et pour moitié d’Azéris.
En parallèle la Première Guerre mondiale prend fin, l'Empire ottoman est officiellement vaincu mais une partie de l’armée turque refusant le cessez-le-feu continue ses offensives sur le Caucase russe. Ainsi pendant l’année 1918, l'Armée islamique du Caucase, commandée par Enver Pacha et soutenue par le gouvernement azerbaïdjanais, ravage la Transcaucasie jusqu'à la prise de Bakou aux Britanniques, massacrant des civils et contribuant un peu plus au chaos dans la région,.

## Escalade vers la violence
Le 15 janvier 1919 le gouvernement azerbaïdjanais proclame l’annexion du Haut-Karabagh et nomme le général Khosrov bek Soultanov gouverneur du territoire. En réponse le Conseil national arménien du Karabagh se réunit le 19 février et rejette les prétentions de l’Azerbaïdjan sur le Karabagh, et déclare le territoire comme partie intégrante de la République arménienne. En avril une nouvelle assemblée du Conseil à Chouchi confirme cette position en s’appuyant sur le droit à l’autodétermination. En réaction un détachement militaire azerbaïdjanais encercle la partie arménienne de la ville et demande sa soumission aux autorités azerbaïdjanaises. Les Arméniens refusent. Le Royaume-Uni qui a des intérêts dans la région ainsi que quelques troupes stationnées à Chouchi, s’immisce comme médiateur et la partie arménienne accepte « sa reddition » aux Britanniques. Ces derniers reconnaissent Soultanov comme gouverneur provisoire de la région et insistent sur la tenue d’un sommet diplomatique pour statuer sur le sort du Haut-Karabagh.

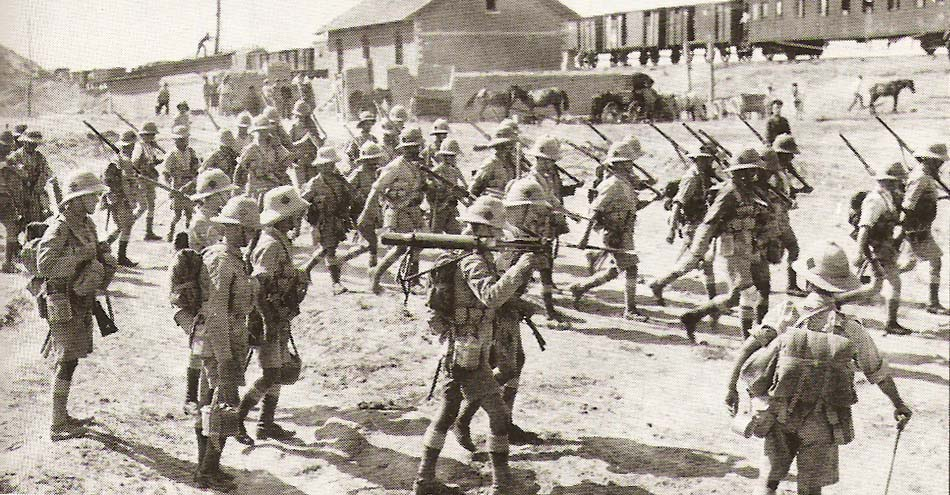
Le régiment britannique North Staffordshire en route vers Bakou.

En juin 1919 de violentes émeutes éclatent entre les deux communautés. Le gouverneur Soultanov impose un blocus sur les quartiers arméniens de Chouchi, où la population se retrouve rapidement à court de vivres. D’après des témoins occidentaux cela n’empêche pas le massacre d’environ 700 arméniens. Une trêve est instaurée après l’accord du Conseil national arménien de quitter la ville. Mais les violences continuent dans les campagnes alentour. Le 15 juin, le village de Khaibalikend est détruit par des milices sur ordre du gouverneur Soultanov. Environ 600 civils arméniens périssent.
Le 22 aout 1919 le 7e Congrès arménien du Karabagh arrive à un accord avec Soultanov. Les Arméniens reconnaissent provisoirement la souveraineté du gouverneur et demande que le statut définitif du Haut-Karabagh soit décidé à la conférence de la paix de Paris.
Le 19 février 1920, Soultanov demande officiellement au Conseil national arménien du Karabagh de « résoudre rapidement la question de l’annexion définitive du Karabagh au sein de l’Azerbaïdjan ». Le Conseil répond que cette demande ne respecte pas les termes de l’accord du 22 aout et que la « répétition de ce genre d’évènements ne peut qu’amener les Arméniens du Haut-Karabagh à organiser leur défense par tous les moyens appropriés ».
Début mars 1920 le gouverneur Soultanov impose plusieurs mesures : les civils arméniens n’ont pas le droit de quitter la ville sans permission, des soldats azerbaïdjanais sont logés dans les foyers arméniens, et les soldats arméniens vétérans de l’armée russe impériale doivent se faire enregistrer et n’ont plus le droit de porter d’armes.

## Massacres de mars 1920

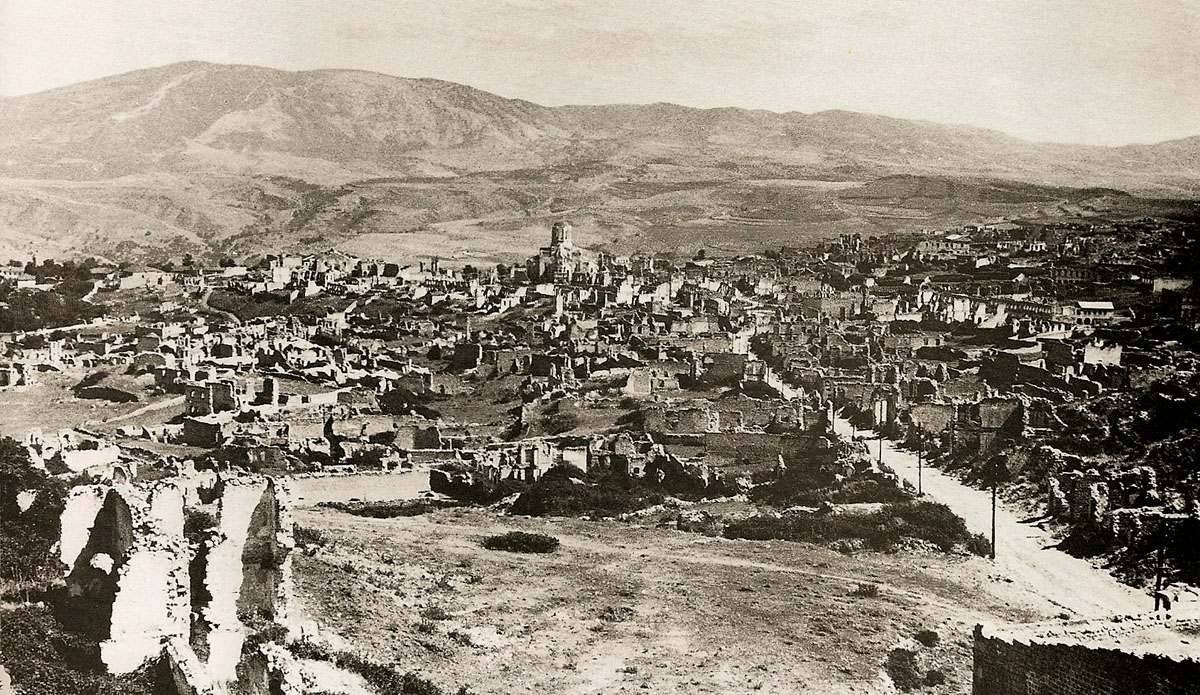
Ruines de la partie arménienne de la ville de Chouchi après sa destruction par l'armée azerbaïdjanaise en mars 1920.

Le 22 mars 1920, des troupes azerbaïdjanaises arrivées de Bakou entre dans Chouchi, officiellement pour recevoir leur paie et participer aux célébrations de Norouz. La nuit suivante un commando arménien d’une centaine d’hommes pénètrent dans la ville, dans le but de désarmer les soldats azerbaïdjanais installées dans les quartiers arméniens. Mais l’opération échoue, en partie à cause des festivités perturbant les horaires habituels de cantonnement des soldats, et la confusion la plus totale règne pendant une bonne partie de la nuit. D’après certaines sources,, le commando arménien est pourchassé par les troupes azerbaïdjanaises qui commencent alors à s’en prendre à la population civile dans le quartier arménien. Pendant ce temps-là au sein des forces de police de la ville, la moitié arménienne de celle-ci s'attèle pour passer par les armes la moitié azérie.
Les jours suivants, du 23 au 26 mars 1920, voient la destruction systématique des quartiers arméniens de la ville par les troupes azerbaïdjanaises auxquelles se joignent des civils azéris armés. La totalité des maisons, écoles, églises et commerces arméniens sont pillés et incendiés. Les civils arméniens qui n’arrivent pas à fuir la ville à temps sont pourchassés, violés, tués et parfois torturés. L’évêque de la ville Vahan Ter-Grigorian se voit arracher la langue avant d’être décapité, sa tête étant ensuite exposée au bout d’une pique. Le gouverneur Soultanov descend plusieurs fois dans la rue pour haranguer la foule et encourager les massacres. Des témoins décrivent des puits remplis de cadavres de femmes et d’enfants.

## Bilan
Il est impossible de savoir le nombre exact de victimes, une partie de la population ayant réussi à fuir. La seule certitude est que sur les 23 000 arméniens peuplant la ville avant les massacres il n’en resta quasiment aucun.
D’après l’historien Hovannisian, le nombre de victimes est au minimum de 500, au maximum de 20 000. D’autres sources reprennent le nombre de 20 000, considérant que la quasi-totalité de la population arménienne a péri,. Un almanach soviétique décompte quant à lui 2 096 morts.
Certains historiens considèrent que ces massacres font partie du génocide arménien dont la définition ne doit pas se limiter aux événements de 1915-1916 sous la période ottomane mais doit s’étendre à tous les massacres anti-arméniens jusqu’à 1923,,.

## Épilogue

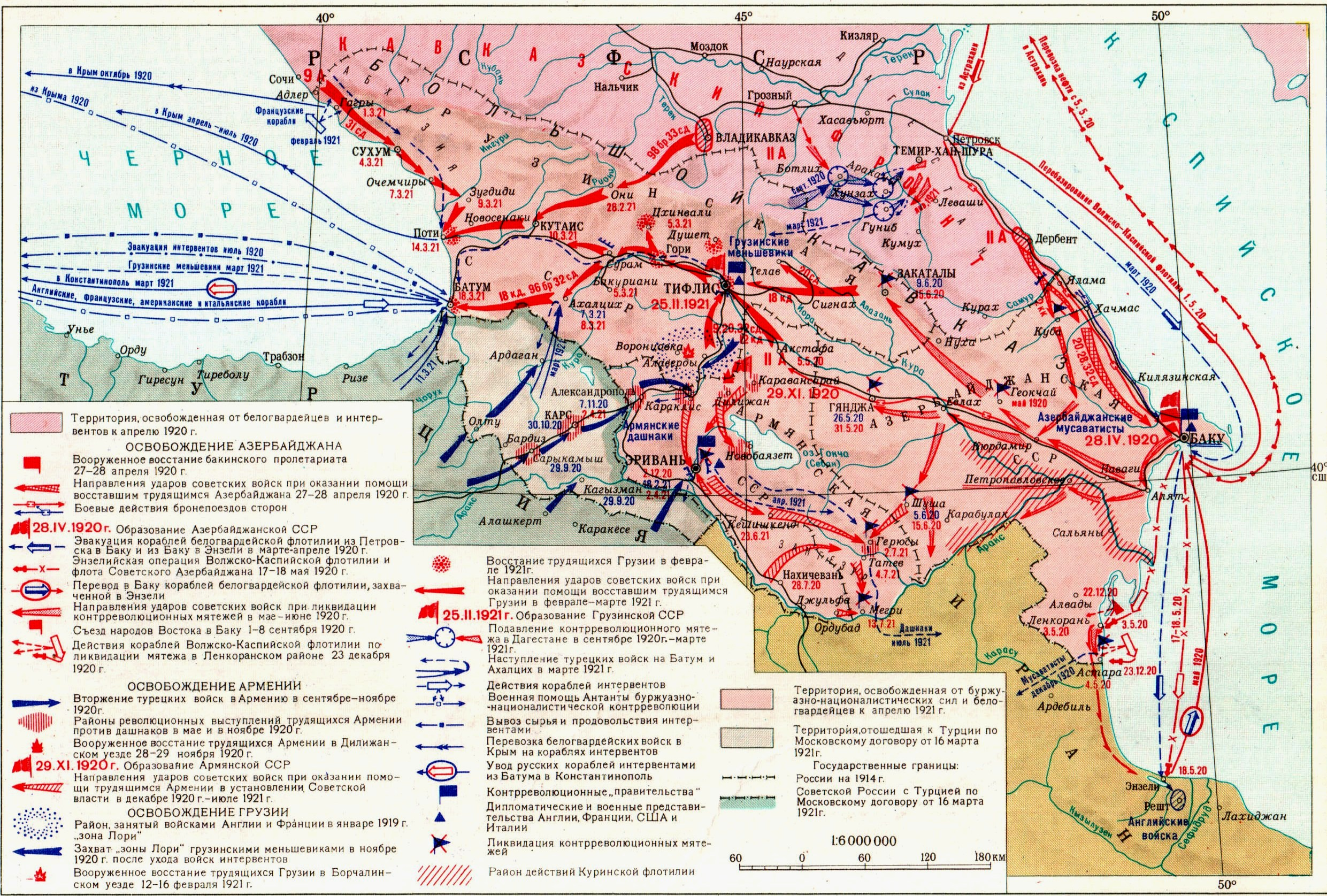
Reconquête de la Transcaucasie par l'armée soviétique, 1920-1921.

En avril 1920 l’armée bolchévique reconquiert l’Azerbaïdjan, puis en novembre l’Arménie. La Transcaucasie est réintégrée dans l’URSS ce qui met fin aux violences de part et d’autre.
Après ces événements Chouchi périclite au profit de Stepanakert qui devient la nouvelle capitale du Haut-Karabagh. Une partie de la population azérie quitte Chouchi qui en 1926 ne compte plus que 5 000 habitants, à 96 % azéris. Les quartiers arméniens restent à l’état de ruines pendant quarante ans. Ce n’est que dans les années 1960, sous l’ère soviétique, que la ville commence à se reconstruire et se repeupler, à la fois par des Arméniens et des Azéris.

## Dans la culture
Dans le livre Voyage en Arménie (1933) du poète russe Ossip Mandelstam les massacres sont évoqués et Chouchi est présentée comme « un village du Nagorny Karabagh qui avait été dévasté une dizaine d'années auparavant par un sanglant pogrom musulman ». 